# Paul Suhr

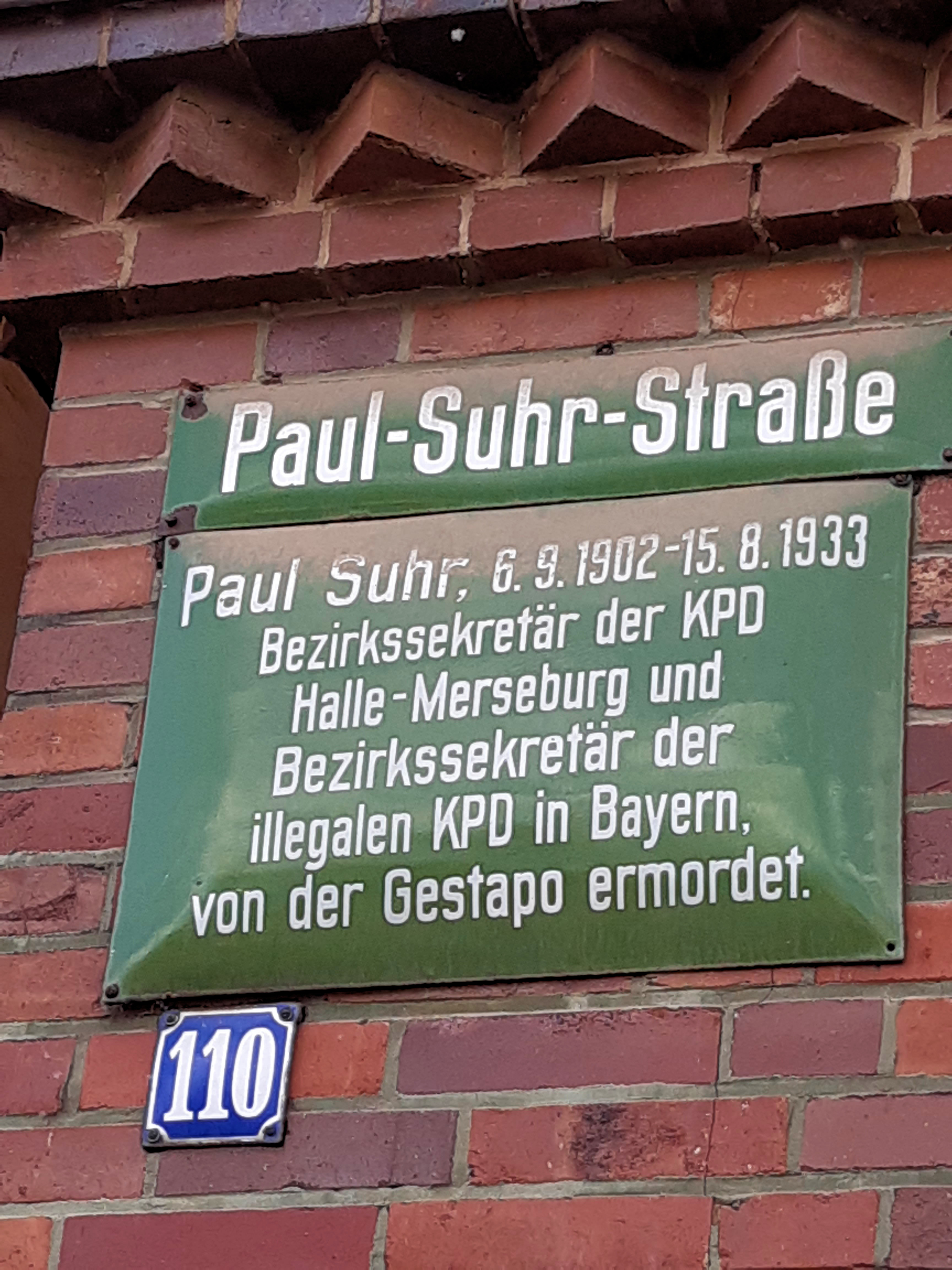
Hinweistafel am Haus Paul-Suhr-Straße 110 in Halle

Paul Suhr (* 6. September 1902 in Königsberg; † 15. August 1933 bei München) war ein deutscher Politiker und KPD-Funktionär.
Nach dem Besuch der Volksschule absolvierte er eine kaufmännische Ausbildung. Von 1921 bis 1928 arbeitete er als Verkäufer, Lagerhalter und Filialleiter im Konsumverein Königsberg. Bereits 1922 trat er in die KPD und deren Jugendverband KJVD ein. In diesem arbeitete er unter anderem als Leiter der Ortsgruppe Königsberg, später als Politischer Sekretär der Bezirksleitung Ostpreußen des KJVD. Im Jahr 1929 besuchte er die Internationale Lenin-Schule in Moskau. Nach seiner Rückkehr arbeitete er als hauptamtlicher Funktionär in Ostpreußen und Hamburg. Anfang 1932 übernahm er als Politischer Sekretär die Leitung der Bezirksorganisation Halle-Merseburg. Im April 1932 wurde er in den Preußischen Landtag gewählt, dem er bis zum Ablauf der vierten Legislaturperiode 1933 angehörte.
Nach der Machtübernahme durch die Nationalsozialisten am 30. Januar 1933 nahm Suhr an der konspirativen gemeinsamen Sitzung der führenden KPD-Politiker im Sporthaus Ziegenhals bei Berlin teil. Anschließend organisierte er den Übergang der Parteiarbeit in die Illegalität, zuerst in seinem Aufgabenbereich Halle-Merseburg, später im Bereich Südbayern. Dort wurde er vermutlich während seiner Arbeit in der Nähe von München umgebracht. Über sein weiteres Schicksal gibt es keine näheren Informationen. In Halle ist die frühere Friedrich-Ebert-Straße (während der NS-Zeit Paul-Berck-Straße) nach ihm benannt worden.